# Africa Movie Academy Award du meilleur acteur dans un rôle principal
 (mars 2025).
L'Africa Movie Academy Award du meilleur acteur dans un rôle principal est un mérite annuel décerné par l'Africa Film Academy pour reconnaître et récompenser le travail d'un acteur masculin dans un rôle majeur dans un film.

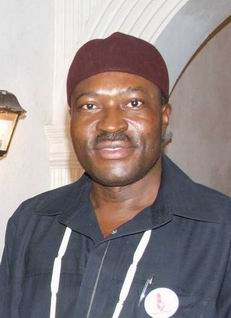
Lauréat 2006 du meilleur acteur Kanayo O. Kanayo

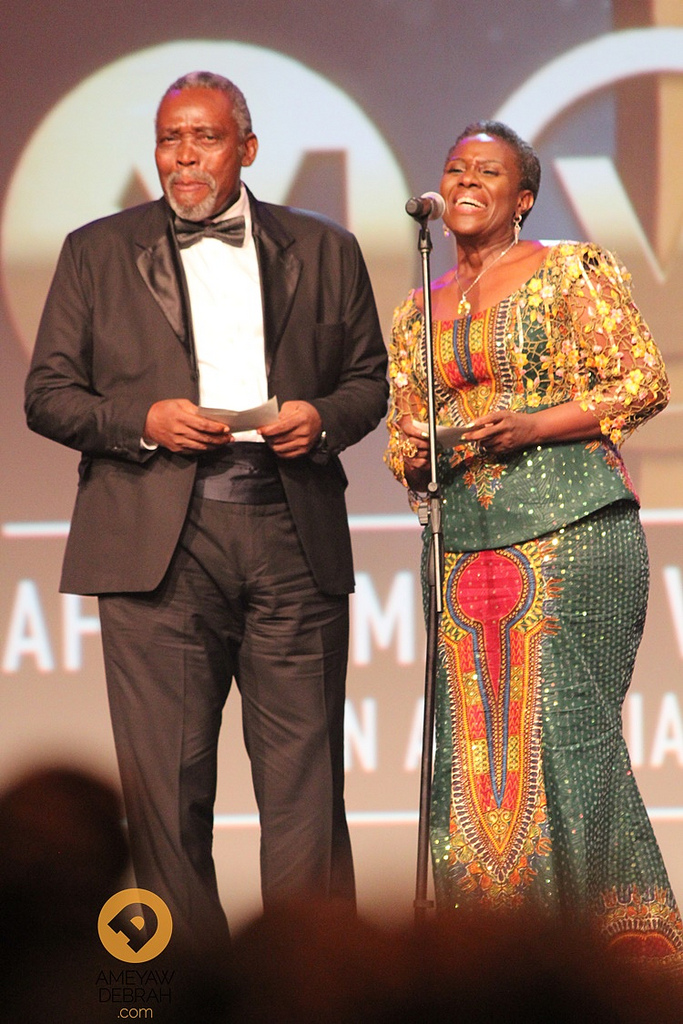
Lauréat du meilleur acteur 2007 Olu Jacobs (à gauche)

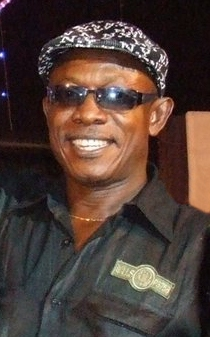
Nkem Owoh, lauréat du meilleur acteur 2008

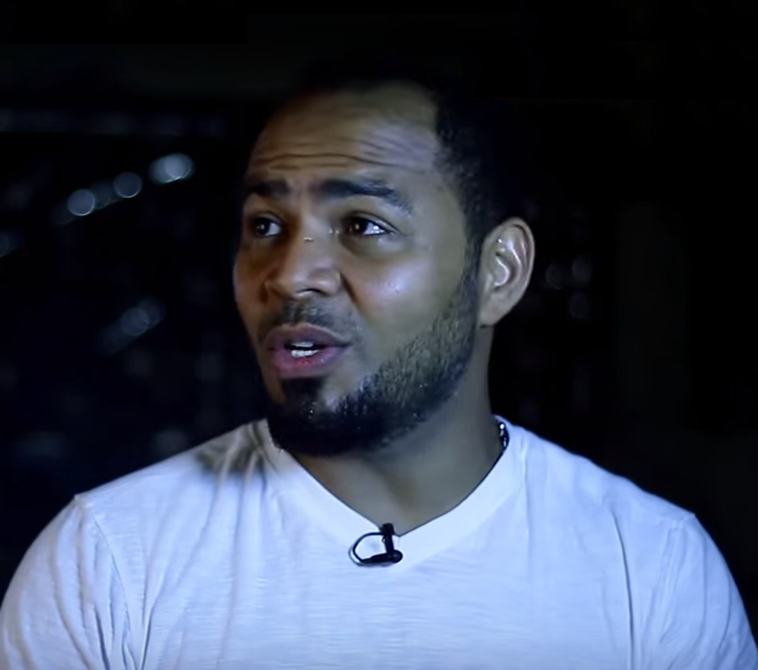
Gagnant du meilleur acteur 2010 Ramsey Nouah

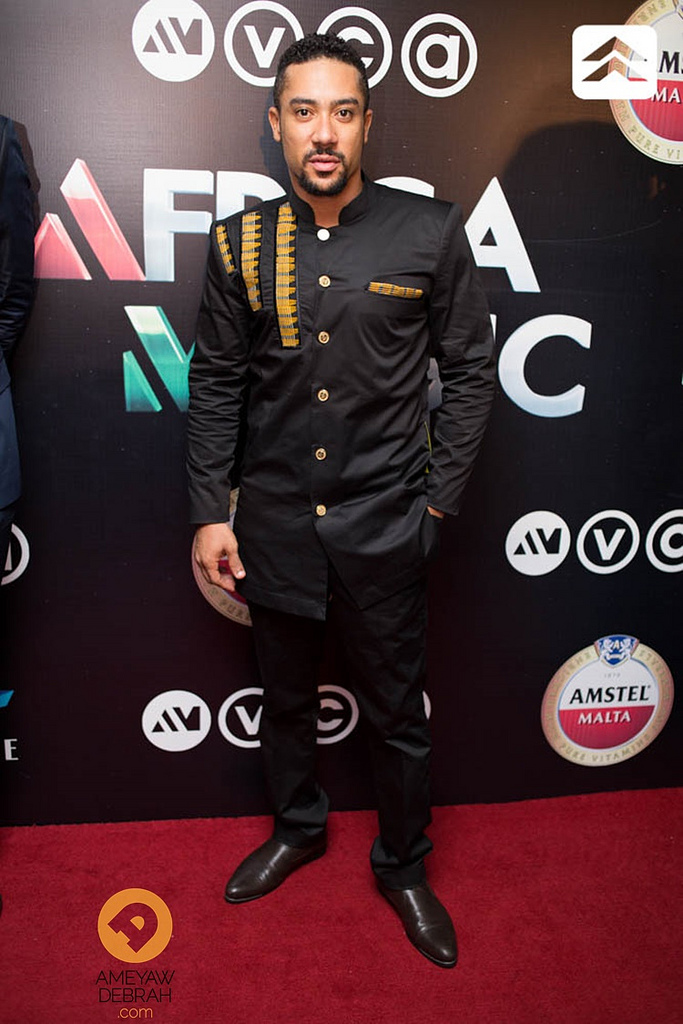
Lauréat du meilleur acteur 2012 Majid Michel

## Distinctions par années
| Meilleur acteur (rôle principal) | Meilleur acteur (rôle principal)                               | Meilleur acteur (rôle principal)  | Meilleur acteur (rôle principal) |
| Année                            | Nomination                                                     | Film                              | Résultat                         |
| -------------------------------- | -------------------------------------------------------------- | --------------------------------- | -------------------------------- |
| 2005                             | Richard Mofe Damijo                                            | The Mayors                        | Lauréat                          |
| 2006                             | Kanayo O. Kanayo                                               | Family Battle                     | Lauréat                          |
| 2006                             | Osita Iheme & Chinedu Ikedieze                                 | Secret Adventure                  | Nomination                       |
| 2006                             | Bil Aka                                                        | Sofia                             | Nomination                       |
| 2006                             | Nosa Ehinwen                                                   | Anini                             | Nomination                       |
| 2006                             | Modu Cessay                                                    | Arrou (Prevention)                | Nomination                       |
| 2007                             | Olu Jacobs                                                     | Dancing Heart                     | Lauréat                          |
| 2007                             | Kunle Abogunloko                                               | Covenant Church                   | Nomination                       |
| 2007                             | Ayo Lijadu                                                     | Maroko                            | Nomination                       |
| 2008                             | Nkem Owoh                                                      | Stronger Than Pain                | Lauréat                          |
| 2008                             | Van Vicker                                                     | Return Of Beyonce & Princess Tyra | Nomination                       |
| 2008                             | Kanayo O. Kanayo                                               | Across the Niger                  | Nomination                       |
| 2008                             | OC Ukeje                                                       | Check Point                       | Nomination                       |
| 2008                             | Peter Badejo                                                   | White Waters                      | Nomination                       |
| 2009                             | Farouk Al-Fichawi                                              | Seventh Heaven                    | Lauréat                          |
| 2009                             | Godfrey Odhiamba                                               | From a Whisper                    | Nomination                       |
| 2009                             | Mike Ezuruonye                                                 | The Assassin                      | Nomination                       |
| 2009                             | Majid Michel                                                   | Agony of the Christ               | Nomination                       |
| 2009                             | Peter Badejo                                                   | Arugba                            | Nomination                       |
| 2010                             | Ramsey Nouah                                                   | The Figurine                      | Lauréat                          |
| 2010                             | Lucky Ejim                                                     | The Tenant                        | Nomination                       |
| 2010                             | Majid Michel                                                   | Sin of a Soul                     | Nomination                       |
| 2010                             | Sadiq Abu                                                      | Soul Diaspora                     | Nomination                       |
| 2010                             | John Osie Tutu Agyeman                                         | I Sing of a Well                  | Nomination                       |
| 2011                             | Themba Ndaba                                                   | Hopeville                         | Lauréat                          |
| 2011                             | Patsha Bay                                                     | Viva Riva!                        | Nomination                       |
| 2011                             | Jimmy Jean-Louis                                               | Sinking Sands                     | Nomination                       |
| 2011                             | Ekon Blankson                                                  | Checkmate                         | Nomination                       |
| 2011                             | Antar Laniyan                                                  | Yemoja                            | Nomination                       |
| 2011                             | Majid Michel                                                   | Pool Party                        | Nomination                       |
| 2012                             | Majid Michel                                                   | Somewhere in Africa               | Lauréat                          |
| 2012                             | Menzi Ngubane                                                  | How to Steal 2 Million            | Nomination                       |
| 2012                             | Chet Anekwe                                                    | Unwanted Guest                    | Nomination                       |
| 2012                             | Jafta Mamabolo                                                 | Otelo Burning                     | Nomination                       |
| 2012                             | Karabo Lance                                                   | 48                                | Nomination                       |
| 2012                             | Wale Ojo                                                       | Phone Swap                        | Nomination                       |
| 2012                             | Hakeem Kae-Kazim                                               | Man on Ground                     | Nomination                       |
| 2013                             | Justus Esiri                                                   | Assassins Practice                | Lauréat                          |
| 2013                             | OC Ukeje                                                       | Alan Poza                         | Nomination                       |
| 2013                             | Bimbo Manuel                                                   | Heroes and Zeros                  | Nomination                       |
| 2013                             | Lindani Nkosi                                                  | Zama Zama                         | Nomination                       |
| 2013                             | Hlomla Dandala                                                 | Contract                          | Nomination                       |
| 2013                             | Femi Jacobs                                                    | The Meeting                       | Nomination                       |
| 2013                             | Amurin Wumnembom                                               | Ninah’s Dowry                     | Nomination                       |
| 2014                             | Mothusi Magano                                                 | Of Good Report                    | Lauréat                          |
| 2014                             | Zengo Ngqobe                                                   | Forgotten Kingdom                 | Nomination                       |
| 2014                             | Kanayo O. Kanayo                                               | Apaye                             | Nomination                       |
| 2014                             | Joseph Benjamin                                                | Murder at Prime Suites            | Nomination                       |
| 2014                             | Adjetey Anang                                                  | Potomanto                         | Nomination                       |
| 2014                             | Majid Michel                                                   | Brother's Keeper                  | Nomination                       |
| 2015                             | Sadiq Daba                                                     | October 1                         | Lauréat                          |
| 2015                             | Tony Kroroge                                                   | Cold Harbour                      | Nomination                       |
| 2015                             | Sdumo Matshali                                                 | iNumber Number                    | Nomination                       |
| 2015                             | Abdoul Kareem Konate                                           | Run                               | Nomination                       |
| 2015                             | Gerard Essomba                                                 | Le President                      | Nomination                       |
| 2016                             | Daniel K Daniel                                                | Soldier's Story                   | Lauréat                          |
| 2016                             | Oris Erhuero                                                   | The Cursed Ones                   | Nomination                       |
| 2016                             | OC Ukeje                                                       | Ayanda                            | Nomination                       |
| 2016                             | Fragrass Assande                                               | Eye of the Storm                  | Nomination                       |
| 2016                             | Maps Maponyane                                                 | Tell Me Sweet Something           | Nomination                       |
| 2016                             | Buiferi Yakoubi                                                | La Pagne                          | Nomination                       |
| 2017                             | Jahwar Soudani                                                 | Le Dernier d'entre nous           | Lauréat                          |
| 2017                             | Sambassa Nzeribe                                               | Slow Country (film)               | Nomination                       |
| 2017                             | Ibrahim Koma                                                   | Wulu                              | Nomination                       |
| 2017                             | Richard Mofe Damijo                                            | Oloibiri                          | Nomination                       |
| 2017                             | Amine Ennaji                                                   | A Mile in My Shoes (film)         | Nomination                       |
| 2017                             | David Oyelowo                                                  | Queen of Katwe                    | Nomination                       |
| 2017                             | Dann-Jacques Mouton                                            | Call Me Thief                     | Nomination                       |
| 2017                             | Ramsey Noah                                                    | '76 (film)                        | Nomination                       |
| 2018                             | Richard Mofe Damijo                                            | Cross Roads                       | Lauréat                          |
| 2018                             | Vuyo Dabula                                                    | Five Fingers for Marseilles       | Nomination                       |
| 2018                             | Sam Dede                                                       | In My Country                     | Nomination                       |
| 2018                             | Sani Bouajla                                                   | The Blessed Vost                  | Nomination                       |
| 2018                             | OC Ukeje                                                       | Potato Potahto                    | Nomination                       |
| 2018                             | Chris Attoh                                                    | Esohe                             | Nomination                       |
| 2018                             | Oros Mampofu                                                   | Lucky Specials                    | Nomination                       |
| 2018                             | Frank Donga                                                    | Hakkunde                          | Nomination                       |
| 2019                             | Marc Zinga                                                     | La Miséricorde de la jungle       | Lauréat                          |
| 2019                             | Gabriel Afolayan (en)                                          | Gold Statue (en)                  | Nomination                       |
| 2019                             | Joseph Otsiman (en)                                            | The Burial of Kojo                | Nomination                       |
| 2019                             | Chinedu Ikedieze                                               | Lara and the Beat (en)            | Nomination                       |
| 2019                             | Jimmy Jean-Louis                                               | Rattlesnakes (en)                 | Nomination                       |
| 2019                             | Gil Alexandre                                                  | Redemption                        | Nomination                       |
| 2019                             | Ezra Mabengeza                                                 | Sew the Winter to My Skin (en)    | Nomination                       |
| 2019                             | Ayoub Bombwe                                                   | Fatuma                            | Nomination                       |
| 2020                             | Jimmy Jean-Louis                                               | Desrances                         | Lauréat                          |
| 2020                             | Gabriel Afolayan (en)                                          | Coming from Insanity              | Nomination                       |
| 2020                             | Kang Quintus                                                   | The Fisherman's Diary             | Nomination                       |
| 2020                             | Bongile Mantsai                                                | Knuckle City (en)                 | Nomination                       |
| 2020                             | Alphonse Menyo (en)                                            | Gold Coast Lounge (en)            | Nomination                       |
| 2020                             | Eyinna Nwigwe                                                  | Badamasi                          | Nomination                       |
| 2020                             | Robert Agengo (en), Mwaura Bilal, Andreo Kamau et Xavier Ywawa | 40 Sticks (en)                    | Nomination                       |
| 2020                             | Darrin Henson (en)                                             | Zulu Wedding (en)                 | Nomination                       |